# Tyne Daly

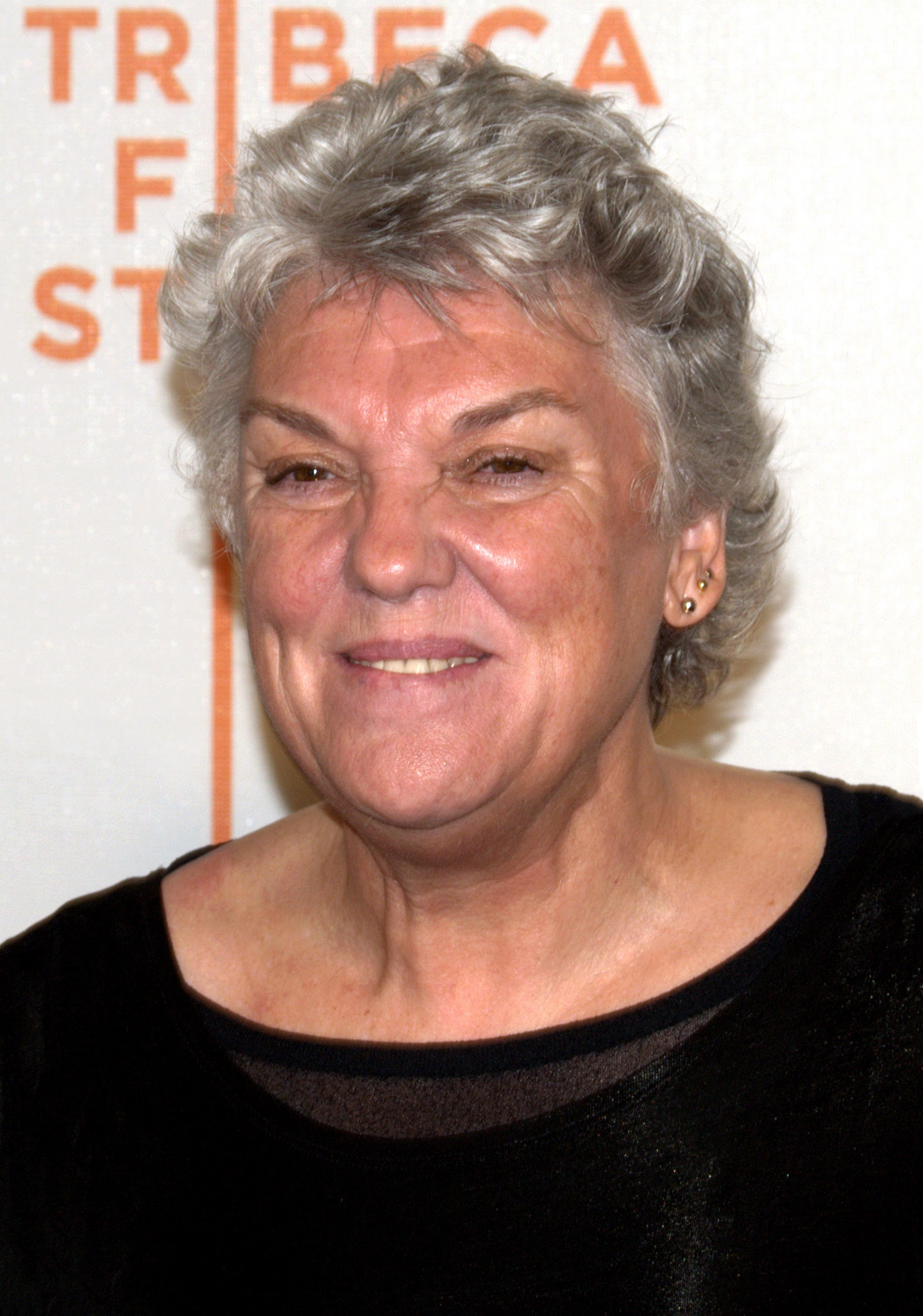
Tyne Daly beim Tribeca Film Festival 2009

Ellen Tyne Daly (* 21. Februar 1946 in Madison, Wisconsin) ist eine US-amerikanische Schauspielerin.

## Karriere
Tyne Daly ist die Tochter des Schauspielers James Daly und der Theaterschauspielerin Hope Newell und kam so früh mit Theater, Film und Fernsehen in Berührung. Ihr Vater nahm sie regelmäßig mit ins Theater und Daly entwickelte bald den Wunsch, ebenfalls Schauspielerin zu werden. Nachdem sie das Musical Gypsy gesehen hatte, war sie fest entschlossen, selbst einmal die Rolle der „Mama Rose“ zu spielen. In den 1990er Jahren erfüllte sich dieser Wunsch für sie, und sie konnte in der Rolle am Broadway große Erfolge feiern.
Nach ihrem Studium an der Brandeis University und der American Academy of Dramatic Arts spielte sie zunächst Theater. Mit ihrer Rolle als blutjunge Polizistin in Der Unerbittliche an der Seite von Clint Eastwood machte die Schauspielerin auf sich aufmerksam und wurde einem breiteren Publikum bekannt.
1981 bot man ihr die Rolle einer Polizistin in einem Pilotfilm über ein weibliches Ermittlerduo an. Daly zögerte zunächst, doch da sich die beiden Charaktere grundlegend voneinander unterschieden, willigte sie schließlich ein. Neben Loretta Swit spielte sie die Rolle der „Mary Beth Lacey“. Der Film über die zwei weiblichen Polizisten kam beim Publikum gut an, sodass man beschloss, den Stoff zu dem Serienformat Cagney & Lacey zu entwickeln. Da Swit jedoch aufgrund ihrer Rolle in der Fernsehserie M*A*S*H nicht weiter zur Verfügung stand, nahm man für die Rolle der „Christine Cagney“ zunächst Meg Foster unter Vertrag. Da Daly und Foster sich vom Typ her aber nicht sonderlich unterschieden und den Produzenten als Paar zu feministisch und zu lesbisch für die amerikanische Öffentlichkeit erschienen, wurde die Rolle ein weiteres Mal mit Sharon Gless umbesetzt.
Nach anfänglichen Schwierigkeiten konnte sich die Serie mit Daly und Gless durchsetzen, was für beide Darstellerinnen den internationalen Durchbruch bedeutete. Für ihre Rolle erhielt Tyne Daly mehrere Golden-Globe- sowie Emmy-Nominierungen und -Auszeichnungen. Nach dem Ende der Serie folgten noch vier Fernsehfilme mit den beiden Polizistinnen, darüber hinaus übernahm Tyne Daly Gastrollen in Serien wie Die Nanny, Columbo und Quincy.
1999 erhielt sie ein weiteres Mal eine Hauptrolle in einer Serie. Bis Ende des Jahres 2005 verkörperte sie in Für alle Fälle Amy die resolute Sozialarbeiterin „Maxine Gray“ und die Mutter der Richterin „Amy Gray“ (Amy Brenneman). In der Serie traten auch ihre Tochter Katheryne, ihr Bruder Tim Daly und ihr Kollege Richard Crenna in Nebenrollen auf. Mit Crenna hatte sie zuvor schon in dem Film Kids like these (1987), über eine Familie mit einem Kind mit Down-Syndrom, zusammengearbeitet.

## Privates
Daly hat drei Geschwister; ihr jüngerer Bruder Timothy Daly ist ebenfalls Schauspieler und ihre jüngere Schwester Glynn ist mit dem Komponisten Mark Snow verheiratet.
Daly heiratete 1966 ihren Kollegen kubanischer Herkunft, Georg Stanford Brown. Das Paar bekam drei Töchter. 1990 ließen sich Brown und Daly scheiden.
Ihre Tochter Kathryne Dora Brown ist ebenfalls Schauspielerin und war mit ihrer Mutter unter anderem in Cagney & Lacey sowie in einer wiederkehrenden Rolle in Für alle Fälle Amy zu sehen.

## Auszeichnungen
Daly wurde 1996 ein Stern auf dem Hollywood Walk of Fame gewidmet. Sie erhielt außerdem bereits sechs Mal einen Emmy (1983, 1984, 1985 und 1988 für ihre Rolle in Cagney und Lacey; 1996 für ihre Rolle in Christy und 2003 für ihre Rolle in Für alle Fälle Amy) sowie 1990 einen Tony als beste Hauptdarstellerin in dem Broadway-Musical Gypsy. 2002 erhielt sie den Lucy Award der Organisation Women in Film.

## Filmografie (Auswahl)
- 1969: John und Mary (John and Mary)
- 1971: Kobra, übernehmen Sie (Mission Impossible, Fernsehserie, Folge 6x12)
- 1974: Die Straßen von San Francisco (The Streets of San Francisco, Fernsehserie, Folge 2x15)
- 1974: Barnaby Jones (Fernsehserie, Folge 3x01)
- 1976: Der Unerbittliche (The Enforcer)
- 1977: Telefon (Telefon)
- 1977: Speedtrap – Einsteigen, Starten, Abhauen (Speedtrap)
- 1980–1982: Quincy (Quincy, M.E., Fernsehserie, 3 Folgen)
- 1981–1988: Cagney & Lacey (Fernsehserie, 126 Folgen)
- 1982: Magnum (Magnum, p.i., Fernsehserie, Folge 2x12)
- 1985: Der Flieger (The Aviator)
- 1985: Achtung, Dinosaurier! (Movers and Sakers)
- 1989: Viel Kohle im Koffer (Stuck With Each Other)
- 1991: Die Fälle der Rosie O’Neill (Fernsehserie, Folge 1x15 "Klassentreffen")
- 1991: Das fremde Gesicht (Face of a Stranger)
- 1992: Columbo: Ein Spatz in der Hand (A Bird in the Hand…, Fernsehreihe)
- 1994: Columbo: Zwei Leichen und Columbo in der Lederjacke (Undercover)
- 1994: Inspektor Janek und der Psychokiller (The Forget-Me-Not-Murders)
- 1994: Cagney & Lacey: Tödlicher Kaviar (Cagney & Lacey: The Return, Fernsehfilm)
- 1995: Cagney & Lacey: Der Tote im Park (Cagney & Lacey: Together Again, Fernsehfilm)
- 1995: Cagney & Lacey: Wer im Glashaus sitzt (Cagney & Lacey: The View Through the Glass Ceiling, Fernsehfilm)
- 1995: Die Nanny (The Nanny, Fernsehserie, Folge 2x24)
- 1996: Cagney & Lacey: Und nichts als die Wahrheit (Cagney & Lacey: True Convictions, Fernsehfilm)
- 1996: Schwiegermutter – Du zerstörst meine Familie (The Perfect Mother)
- 1997: Im Zweifel gegen Dich (The Lay of the Land)
- 1998: Vig
- 1999: Born To Kill – Tödliche Erinnerungen (Absence of the Good)
- 1999–2005: Für alle Fälle Amy (Judging Amy, Fernsehserie, 138 Folgen)
- 2003: Undercover Lover – Liebe auf Umwegen (Undercover Christmas)
- 2009, 2019: Grey’s Anatomy (Fernsehserie, 2 Folgen)
- 2010: Burn Notice (Fernsehserie, Folge 3x10)
- 2014: Modern Family (Fernsehserie, Folge 6x05)
- 2015: Hello, My Name Is Doris
- 2017: Spider-Man: Homecoming
- 2018: A Bread Factory (Zweiteiler)
- 2018: The Ballad of Buster Scruggs
- 2018: Murphy Brown (Fernsehserie, 13 Folgen)
- 2019: Madam Secretary (Fernsehserie, Folge 6x10)